# Эстонский музей пожарной охраны
Эстонский музей пожарной охраны учреждён в 1974 году. В настоящее время в музее экспонируется выставка об истории противопожарной службы Эстонии в период с 1862 по 1940 годы.

## История здания

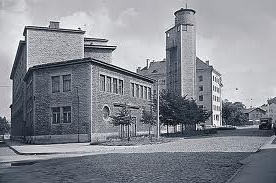
Здание архитектора Герберта Йохансона. Фото 1939 года

Эстонский музей пожарной охраны находится в центре Таллина в здании (возведено в 1936—1939 годах), которое спроектировал архитектор Герберт Йохансон (1884-1964). Это сооружение — яркий пример эстонской архитектуры. В комплекс здания входит также 32-метровая башня для сушки пожарных рукавов.

## Постоянная экспозиция
Уникальным предметом выставки является ручная помпа Братства Черноголовых, датированная 1808 годом. Музей предлагает посетителям просмотр исторических фильмов на противопожарную тематику. Имеется обширная коллекция наград и других регалий, макет жилого дома, в котором зажигаются 27 разных лампочек, указывающих на причины возникновения пожара. Кроме того, полноценные сведения о системе оповещения в прошлом веке посетители могут получить с помощью аудио-гида на пяти языках. Также музей предлагает посмотреть форму и защитную одежду пожарных, и символику противопожарных организаций. По желанию можно ознакомиться с современной спасательной техникой.